# Mircea Badea
Mircea Radu Badea (Bucarest, 24 febbraio 1974) è uno showman, giornalista e attore rumeno.

## Biografia
È il realizzatore della trasmissione În gura presei (letteralmente "Nella bocca della stampa", traducibile come "La discussione della stampa"). Ha anche recitato in un paio di film e ha lavorato al giornale romeno Jurnalul Naţional.